# Julie Culley
Julie Culley (* 10. September 1981 in Harrisburg, Pennsylvania) ist eine ehemalige US-amerikanische Leichtathletin, die sich auf den Langstreckenlauf spezialisiert hat.

## Sportliche Laufbahn
Julie Culley wuchs in New Jersey auf und absolvierte ein Studium an der Rutgers University. Erste internationale Erfahrungen sammelte sie im Jahr 2008, als sie bei den Hallenweltmeisterschaften in Valencia mit 9:04,45 min in der Vorrunde im 3000-Meter-Lauf ausschied. Im Jahr darauf wurde sie bei den Crosslauf-Weltmeisterschaften 2009 in Amman in 28:08 min 21. im Einzelrennen und im August schied sie bei den Weltmeisterschaften in Berlin mit 15:32,33 min in der ersten Runde im 5000-Meter-Lauf aus. 2012 nahm sie über 5000 Meter an den Olympischen Sommerspielen in London teil und gelangte dort mit 15:28,22 min im Finale auf Rang 14. 2015 beendete sie dann ihre aktive sportliche Karriere im Alter von 34. Jahren.
2012 wurde Culley US-amerikanische Meisterin im 5000-Meter-Lauf.

## Persönliche Bestleistungen
- 1500 Meter: 4:12,61 min, 9. Juni 2012 in West Chester
- 3000 Meter: 8:45,57 min, 20. Juli 2012 in Monaco
  - 3000 Meter (Halle): 8:55,62 min, 28. Februar 2009 in Boston
- 5000 Meter: 15:05,38 min, 7. August 2012 in London